# Seleção Antiguana de Futebol
A Seleção Antiguana de Futebol representa Antígua e Barbuda em competições internacionais de futebol. Se filiou à FIFA em 1970 e à CONCACAF em 1980. A maior vitória dos Benna Boys foi um 10 a 0 sobre as Ilhas Virgens Americanas, em outubro de 2011, enquanto a maior derrota foi no primeiro jogo oficial da seleção, em novembro de 1972, quando levou 11 gols de Trinidad e Tobago.
Nunca obteve classificação para a Copa do Mundo, nem para a Copa Ouro da CONCACAF em sua história, e seu melhor desempenho do país em competições foi na Copa do Caribe de 1998, quando conquistou o quarto lugar após perde de 1 a 0 para a Jamaica na semifinal.

## Copa do Mundo
- 1930 a 1970 – Não disputou
- 1974 – Não se classificou
- 1978 – Não disputou
- 1982 – Não disputou
- 1986 a 2022 – Não se classificou

## Copa Ouro
- 1991 – Não disputou
- 1993 a 2021 – Não se classificou

## Estádios
O estádio para onde a seleção manda seus jogos é originalmente a Antigua Recreation Ground, mas o uso do estádio foi rejeitado pela FIFA para as Eliminatórias da Copa do Mundo FIFA de 2014. Este estádio está localizado em Saint John's, a capital e tem capacidade para 12.000 pessoas. Há planos para renovar a Antigua Recreation Ground no futuro. A seleção também usa o Sir Vivian Richards Stadium para os seus jogos em casa. Este estádio está localizado em North Sound e tem capacidade para até 10 mil espectadores.

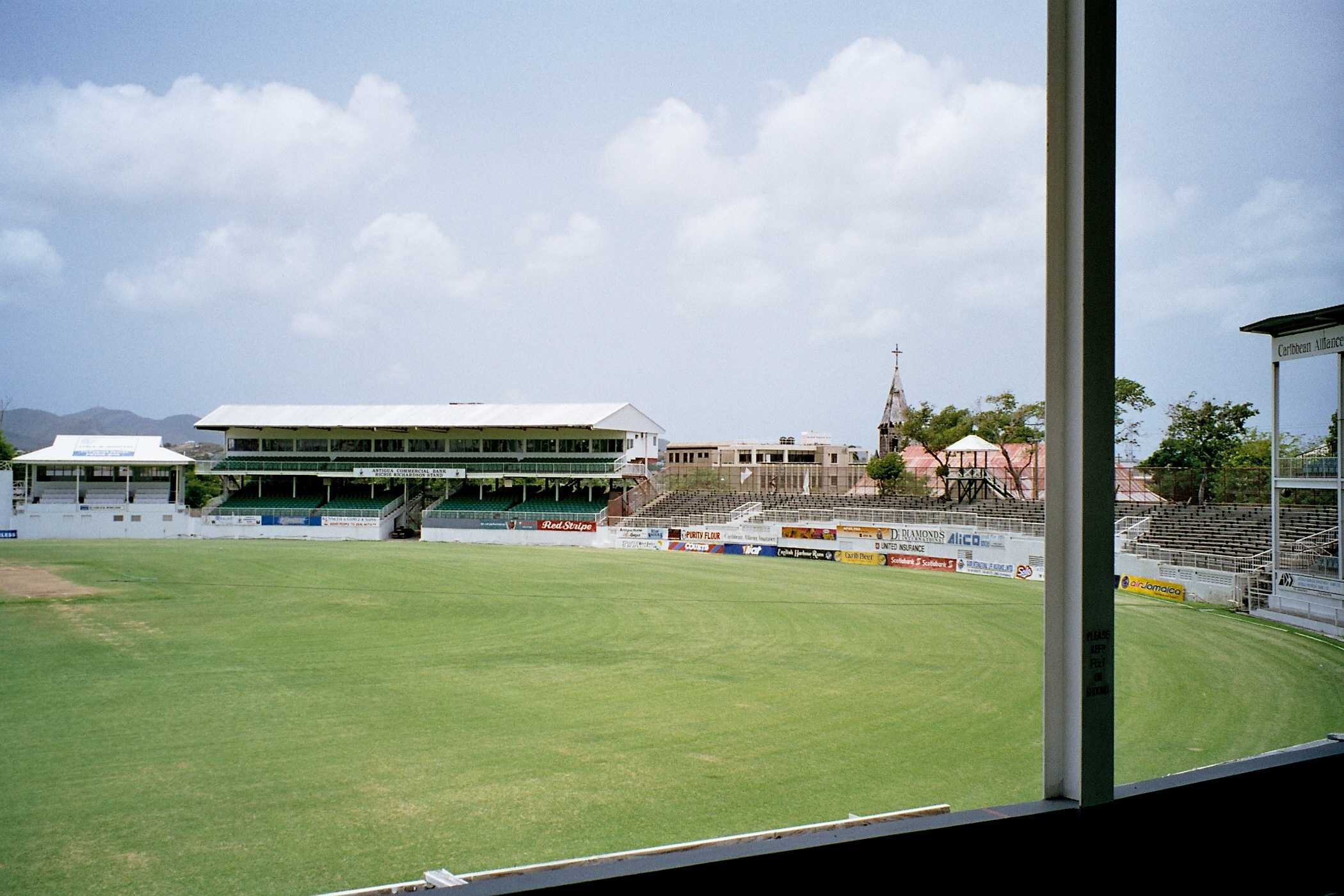
Antigua Recreation Ground
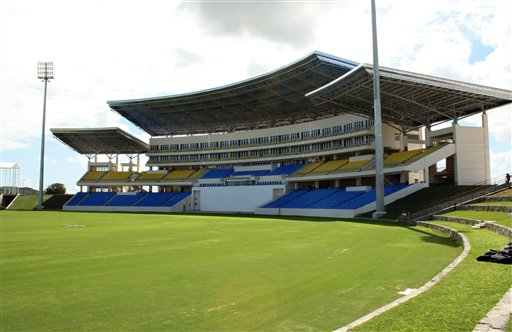
Sir Vivian Richards Stadium (dentro)
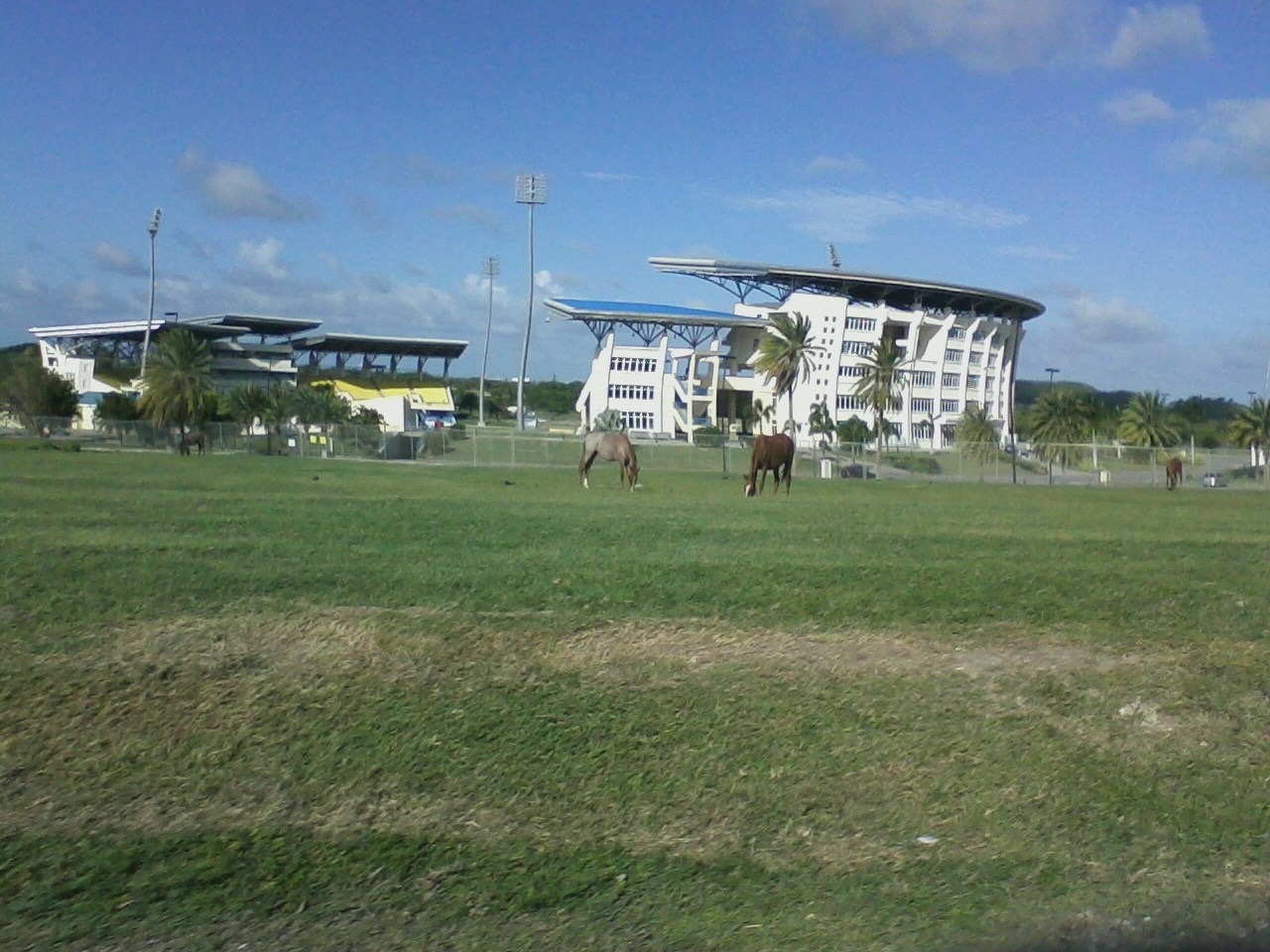
Sir Vivian Richards Stadium (fora)

## Ranking da FIFA
| Posição | País              | Pontos |
| ------- | ----------------- | ------ |
| 151     | Maldivas          | 120    |
| 151     | Antígua e Barbuda | 120    |
| 153     | Suriname          | 116    |

## Recordes
12 de junho de 2022
Jogadores em negrito ainda em atividade pela Seleção Antiguana.

### Mais partidas disputadas
| Pos. | Jogador          | Partidas | Gols | Em atividade |
| ---- | ---------------- | -------- | ---- | ------------ |
| 1    | Peter Byers      | 90       | 43   | 2004–2018    |
| 2    | George Dublin    | 67       | 4    | 2000–2012    |
| 3    | Derrick Edwards  | 63       | 59   | 1988–2003    |
| 4    | Quinton Griffith | 61       | 7    | 2009–        |
| 5    | Tamorley Thomas  | 58       | 11   | 2002–2018    |
| 6    | Randolph Burton  | 50       | 15   | 2008–2016    |
| 7    | Gayson Gregory   | 49       | 8    | 2000–2014    |
| 8    | Karanja Mack     | 48       | 0    | 2006–        |
| 9    | Akeem Thomas     | 47       | 3    | 2008–2018    |
| 10   | Ranjae Christian | 43       | 3    | 2000–2012    |

 
|

### Artilheiros
| Pos. | Jogador                | Gols | Partidas | Em atividade |
| ---- | ---------------------- | ---- | -------- | ------------ |
| 1    | Derrick Edwards        | 59   | 63       | 1988–2003    |
| 2    | Peter Byers            | 43   | 90       | 2004–2018    |
| 3    | Randolph Burton        | 15   | 50       | 2008–2016    |
| 4    | Tamorley Thomas        | 11   | 58       | 2002–2018    |
| 5    | Jamie Thomas           | 10   | 30       | 2006–2011    |
| 6    | Gayson Gregory         | 8    | 49       | 2000–2014    |
| 7    | Quinton Griffith       | 7    | 61       | 2009–        |
| 8    | Myles Weston           | 6    | 8        | 2014–        |
| =    | Tevaughn Harriette     | 6    | 19       | 2014–        |
| 9    | Keiran Murtagh         | 5    | 22       | 2010–2016    |
| =    | Calaum Jahraldo-Martin | 5    | 23       | 2014–        |
| =    | Joshua Parker          | 5    | 29       | 2010–        |

 
|}

## Treinadores
| - Rudi Gutendorf (1976) - Carl Levington (1984) - Philip Fitzroy (1988) - William Lewis (1992–1996) | - Zoran Vraneš (1998–2000) - Walter Gama (2001–2002) - Rolston Williams (2004) - Derrick Edwards (2005–2008) | - Willie Donachie (2008) - Rowan Benjamin (2008–2011) - Tom Curtis (2011–2012) - Rolston Williams (2012–2014) | - Piotr Nowak (2014–2015) - Rolston Williams (2015–2018) - Derrick Edwards (2018–2019) - Michél Mazingu-Dinzey (2019–2020) | - Tom Curtis e Mikele Leigertwood (2020–) |